# Franz Wolff (Theologe)

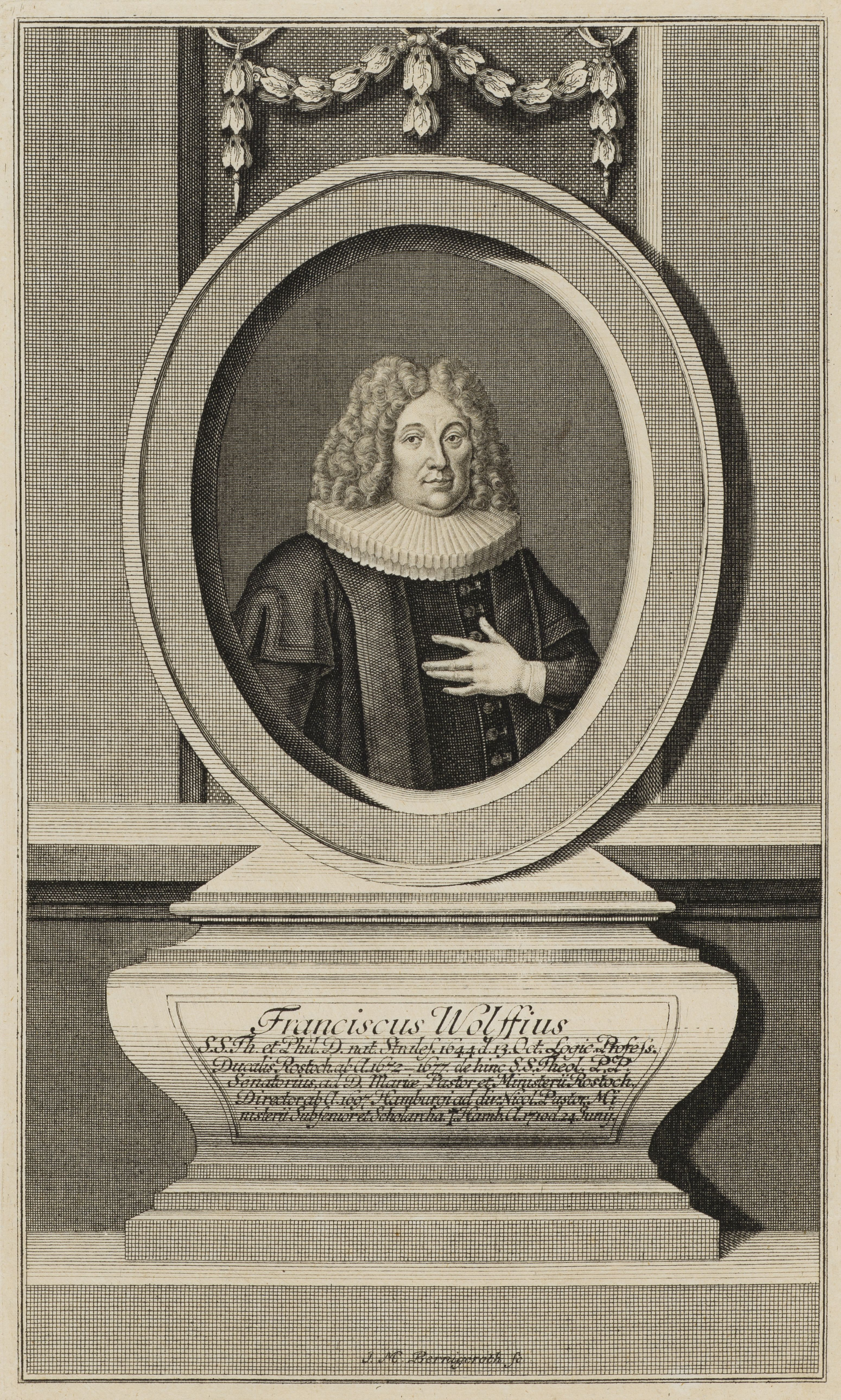
Kupferstich von Johann Martin Bernigeroth

Franz Wolff (* 13. Oktober 1644 in Stralsund; † 23. Juni 1710 in Hamburg) war ein deutscher lutherischer Theologe.

## Leben
Franz Wolff war der Sohn des Stralsunder Bürgers und seefahrenden Kaufmannes Eggert Wolff. Nach dem Willen des Vaters sollte der Sohn ebenfalls eine kaufmännische Laufbahn einschlagen. Ein Ausbildungsplatz in einem Amsterdamer Handelshaus war dafür bereits beschafft worden. Letztlich beugte sich der Vater aber den Neigungen des Sohnes zu einer akademischen Ausbildung. Nach dem Besuch der Stralsunder Stadtschule studierte Franz Wolff ab 1665 zunächst an der Universität Rostock und ab 1667 an der Universität Jena. Dort wurde Wolff 1669 zum Magister artium promoviert.
In Jena begann auch Wolffs akademische Laufbahn. Ab 1669 war er dort als Privatdozent tätig. 1671 wurde er Adjunkt der dortigen Philosophischen Fakultät.
1672 wurde er von Herzog Christian (Ludwig) I. zum ordentlichen Professor der Logik an die Universität Rostock berufen. Diese Professur legte Wolff 1676 nieder, da er das Pastorenamt an der Rostocker Marienkirche übernahm. Nachfolger in seiner Professur war Christian Hildebrand.
Franz Wolff heiratete am 29. Oktober 1673 Anna, geb. Schuckmann (1653–1716), eine Tochter des Rostocker Theologieprofessors Hermann Schuckmann (1616–1686). Der Ehe entstammten fünf Söhne, unter ihnen Jakob Christoph Wolff, Professor für Griechische Sprache und ab 1747 ebenfalls Archidiakon und Pastor an der Marienkirche.
Im Jahre 1680 wurde Wolff an der Universität Wittenberg zum Dr. theol. promoviert. Im darauffolgenden Jahr wurde er vom Rat der Stadt Rostock zum ordentlichen Professor der Theologie ernannt. Ab 1683 bekleidete Wolff auch das Amt als Direktor des Rostocker Geistlichen Ministeriums.
1697 legte Wolff seine Rostocker Professur nieder und war von da an Hauptpastor an der St. Nikolaikirche in Hamburg, wo er schließlich 1710 verstarb.